# Gerd Butzeck
Gerd Butzeck (* 15. Januar 1959 in Solingen) ist ein ehemaliger deutscher Handballschiedsrichter und heutiger Handballfunktionär und Manager. Im April 2025 gab der Deutsche Handballbund (DHB) bekannt, Butzeck als Kandidat für die Wahl zum Präsidenten der Internationalen Handball Föderation (IHF) aufzustellen.

## Leben

### Biografie
Butzeck war selbst Handballspieler, Trainer und war im Alter von 27 Jahren der bis dahin jüngste Bundesliga-Schiedsrichter. Er gab dieses Ehrenamt auf, um von 1985 bis 1987 beim TSV Milbertshofen der erste professionelle Teammanager im deutschen Handball zu werden. Daneben managte er von 1982 bis 1992 die sowjetischen Nationalmannschaften. Daraufhin amtierte er bis 2002 als Vizepräsident des belarussischen Verbandes. Von 2017 bis 2021 gehörte er der EHF-Exekutive an und war Vorsitzender des Professional Handball Board der EHF. Seit 2006 ist er Geschäftsführer der Group Club Handball und des Forum Club Handball, der Interessenvertretung der internationalen Spitzenvereine.
Außerdem war Butzeck als Spielervermittler im Handball tätig und arbeitete unter anderem mit den Weltmeistern Henning Fritz und Christian „Blacky“ Schwarzer zusammen.

### Privates
Gerd Butzeck studierte Mathematik, Pädagogik und Russisch (u. a. in Moskau). Butzeck lebt in Wuppertal, spricht sieben Sprachen, ist verheiratet, hat zwei Söhne und eine Tochter.